# Türk Telekom Arena
Türk Telekom Arena je turecký fotbalový stadion stojící v Istanbulu. Je to základna klubu Galatasaray. V současnosti má stadion kapacitu 52 652 diváků, což je největší kapacita pro klubový fotbal v Turecku.